# Amorim

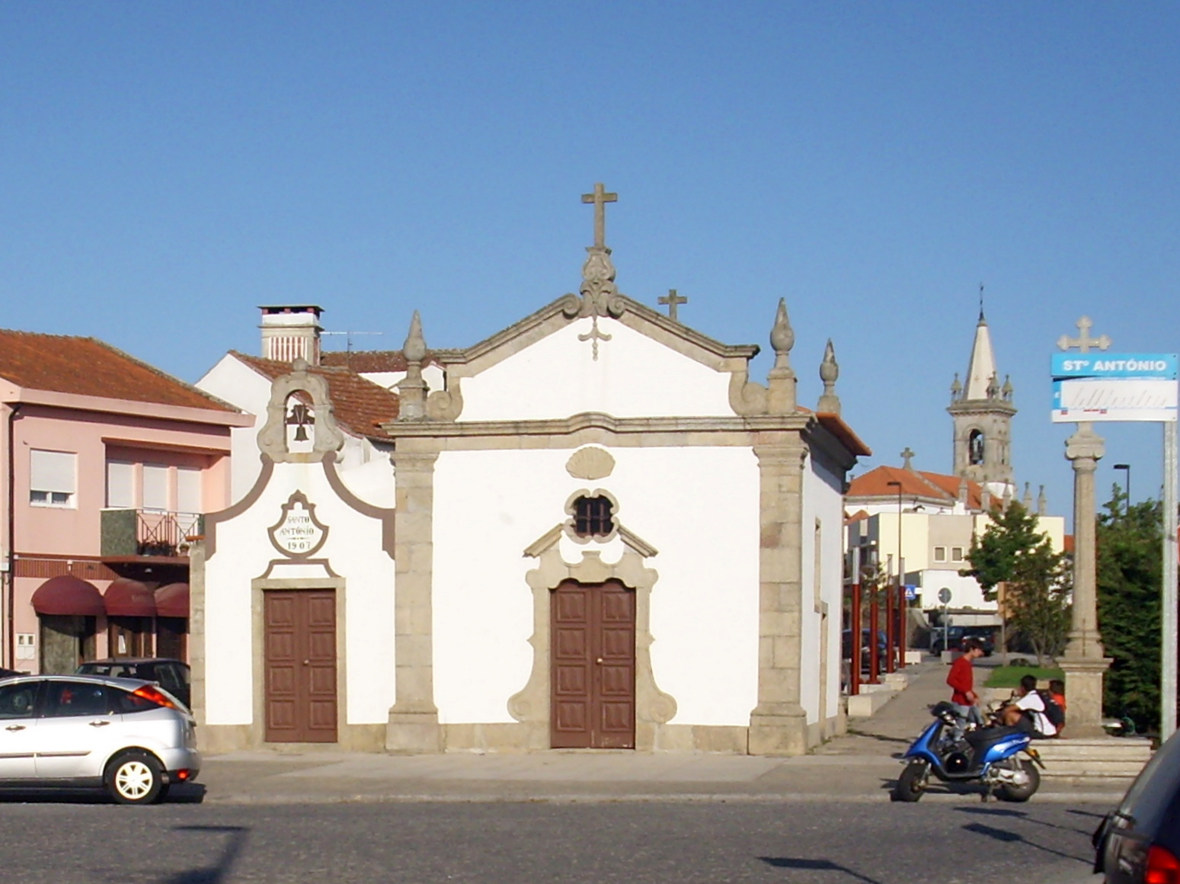
Cadilhe em Amorim. Uma das localidades de Amorim na periferia da cidade da Póvoa de Varzim

Amorim é uma zona suburbana na União das Freguesias de Aver-o-Mar, Amorim e Terroso, no Município da Póvoa de Varzim, em Portugal. Amorim foi sede da extinta Freguesia de Amorim, que esteve em vigor entre 1836 e 2013 e que foi agregada nesta data na referida União de Freguesias, uma das duas da localidade urbana da Póvoa de Varzim.
Amorim é uma antiga paróquia, que aparece pela primeira vez no século XI. É popular na Póvoa de Varzim devido ao seu pão, caracteristicamente consumido a altas temperaturas, logo após ser cozinhado - a Broa de Amorim.

## História da paróquia
Paróquia muito antiga que se estendia até ao mar. O nome da Paróquia de Santiago de Amorim aparece pela primeira vez em 1033. O Censual de Braga regista-a então sob o título "De Sancto Jacobi de Amorim". Note-se contudo que Varzim era, desde a fundação do condado de Portugal, um vasto território feudal com autonomia administrativa e militar, uma honra de cavaleiros, abarcando todo o território desde a costa aos montes de Laundos e Terroso. Após o conflito dos cavaleiros da Honra de Varzim com Sancho I de Portugal, boa parte do território de Varzim é incorporado na Terra de Faria.
A área é, contudo, habitada desde épocas pré-históricas, como evidenciam os topónimos Leira da Antas (entre Terroso e Amorim) e Montinho, Amorim de Cima, que terão origem na existência de mamoas ou antas pré-históricas.

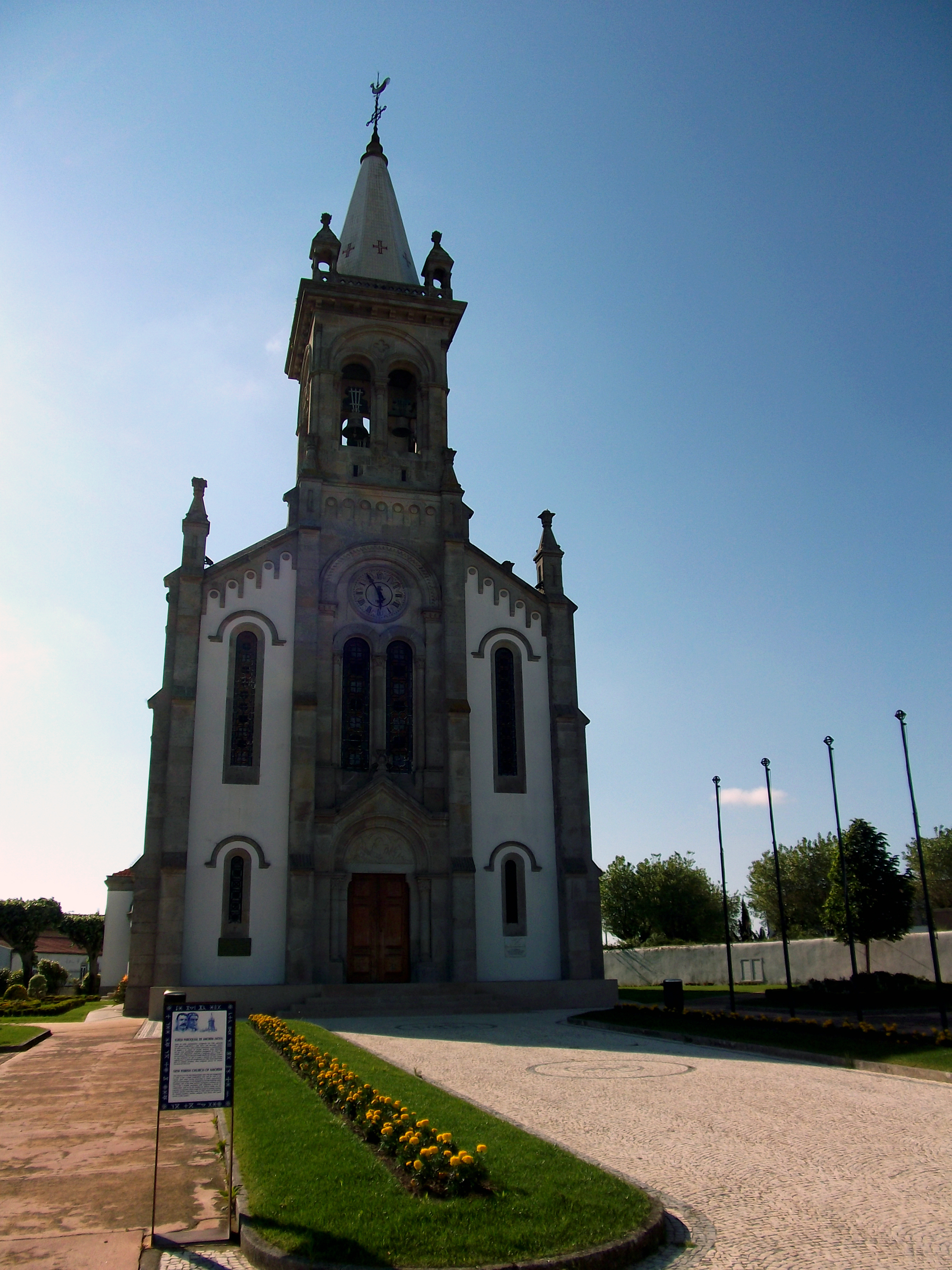
A igreja paroquial de Santiago de Amorim é de feição neoromânica

Na época moderna, a paróquia de Amorim estava no termo de Barcelos, que incorporou a terra de Faria. No século XVI, a Paróquia tem como Padroeiro o Convento de Santa Clara do Porto, que recolhe os dízimos da terra e apresenta o Reitor para a Igreja. É das poucas paróquias que tem o privilégio de ainda ter de pé a sua antiga igreja paroquial, um templo de três naves, datado de 1595, que terá contudo origens mais primitivas, como comprova o capitel românico hoje guardado na cidade do Porto. Esta igreja situa-se na extrema da freguesia com Terroso em sentido contrário ao do desenvolvimento urbano.
A paróquia tem duas capelas: uma antiga, do século XVII, da invocação de Santo António, sita no lugar do Carvalheiro de Cadilhe; e outra moderna, no Bairro Social da empresa Quintas & Quintas, em Barreiros, já na cidade da Póvoa de Varzim. Tem a Paróquia duas Confrarias muito antigas: a do Santíssimo Sacramento, do tempo do Beato Frei Bartolomeu dos Mártires; e a do Senhor dos Passos, com procissão no terceiro Domingo da Quaresma.
No início do século XX, uma família de brasileiros, naturais de Amorim, ofereceu à Paróquia uma monumental igreja, inaugurada em 1921, mais centralizada, para onde foram transferidos os serviços paroquiais. A elaboração do risco da Igreja Nova é do Arquitecto Adães Bermudes, que nela recria o estilo românico.
Aquando das reformas liberais em 1836, a freguesia já com cunho civil é anexada ao concelho de Vila do Conde, o que será considerado um lapso das reformas, visto que separava a sede da Póvoa de Varzim do resto do concelho e a freguesia é reclamada pela Póvoa de Varzim. Foi transferida para a Póvoa em 1853, trocada por outras que vão para Vila do Conde.
Em 2013, no âmbito de uma reforma administrativa nacional, perde o estatuto de freguesia civil e é incorporada na União das Freguesias de Aver-o-Mar, Amorim e Terroso.

## Lugares
| Lugar           | População (2011) |
| --------------- | ---------------- |
| Agra            | 296              |
| Aldeia          | 76               |
| Aldeia Nova     | 77               |
| Amorim de Cima  | 326              |
| Cadilhe         | 429              |
| Cardosas        | 289              |
| Esqueirinhas    | 29               |
| Fontainhas      | 30               |
| Mandim          | 235              |
| Mourilhe        | 64               |
| Pedroso         | 153              |
| Póvoa de Varzim | 168              |
| Sistelos        | 73               |
| Torrinha        | 147              |
| Travassos       | 392              |

Nº de habitantes
De notar que até ao censo de 1920 Amorim incluia A Ver-o-Mar.

### Topónimo
Amorim deriva do Latim, e significa local de namoro/namorados. Os sobrenomes/apelidos portugueses "Amorim" e "Morim" têm origem nesta freguesia antiga, e estão entre os nomes mais comuns na cidade, mas em especial nesta freguesia.

## Geografia
A freguesia é constituída por 15 localidades, incluindo a cidade da Póvoa de Varzim. Devido à abertura da Estrada Nacional N.º 205, a centralidade da povoação convergiu para essa artéria em especial as zonas perto do centro da cidade.

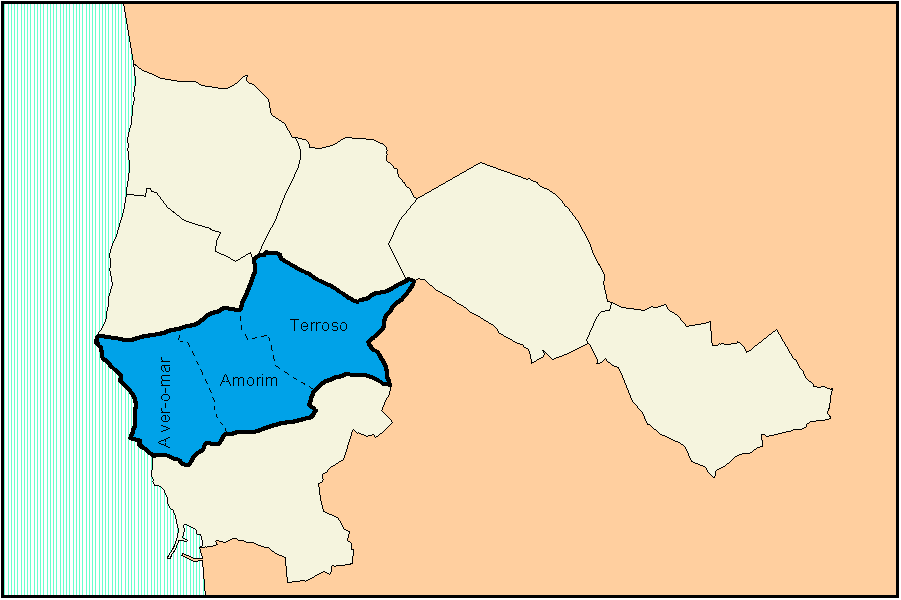
Freguesias do concelho da Póvoa de Varzim. A azul a União de Freguesias de Aver-o-Mar, Amorim e Terroso (a tracejado os limites das antigas freguesias)

## Educação
Amorim tem oferta educativa para todos os níveis de ensino até ao secundário, apesar da sua proximidade com a área urbana. O Centro Social Bonitos de Amorim possuiu um jardim de Infância e na freguesia está instalada a Escola Básica do 1.º Ciclo de Cadilhe. O Colégio de Amorim é a entidade privada que faculta o ensino privado, na freguesia, de 2.º e 3.º ciclos para além de ensino secundário. Nas proximidades, em Beiriz, está instalada a escola pública de 2.º e 3.º ciclo.
A Casa da Igreja Matriz é uma casa antiga recuperada, junto à mais antiga igreja de Amorim, que é utilizada como extensão da Biblioteca Municipal Rocha Peixoto, parte da rede concelhia de leitura pública da Póvoa de Varzim. A casa possui uma área de leitura de jornais e revistas, dois postos de acesso à Internet e áreas infanto-juvenis.

## Sociedade
Centro Social Bonitos de Amorim
- Actividades: Futebol, Futebol de salão e Dança (Hip-Hop, Rancho Folcolórico e Clássíco).
- Espaços: Ringue Desportivo (Junto ao Estádio de Futebol de Amorim)

Grupo de Danças e Cantares do Centro Social Bonitos de Amorim
O Grupo de Danças e Cantares do Centro Social Bonitos de Amorim foi fundado a 2 de Setembro de 2007 e é constituído por cerca de 50 elementos.

## Património
- Igreja Paroquial de São Tiago de Amorim - Igreja mandada erguer por uma família emigrada no Brasil, concluída em 1921.
- Antiga Igreja Paroquial de São Tiago de Amorim - Igreja datada de 1595, faz de Amorim uma das poucas paróquias que mantém a sua antiga igreja paroquial.
- Capela de Santo António de Cadilhe de Amorim - Capela construída em 1651 pelo reitor António da Paz no lugar de Cadilhe.